# Tetramorium hapale
Tetramorium hapale är en myrart som beskrevs av Bolton 1980. Tetramorium hapale ingår i släktet Tetramorium och familjen myror. Inga underarter finns listade i Catalogue of Life.